# Süd-Tiroler Freiheit

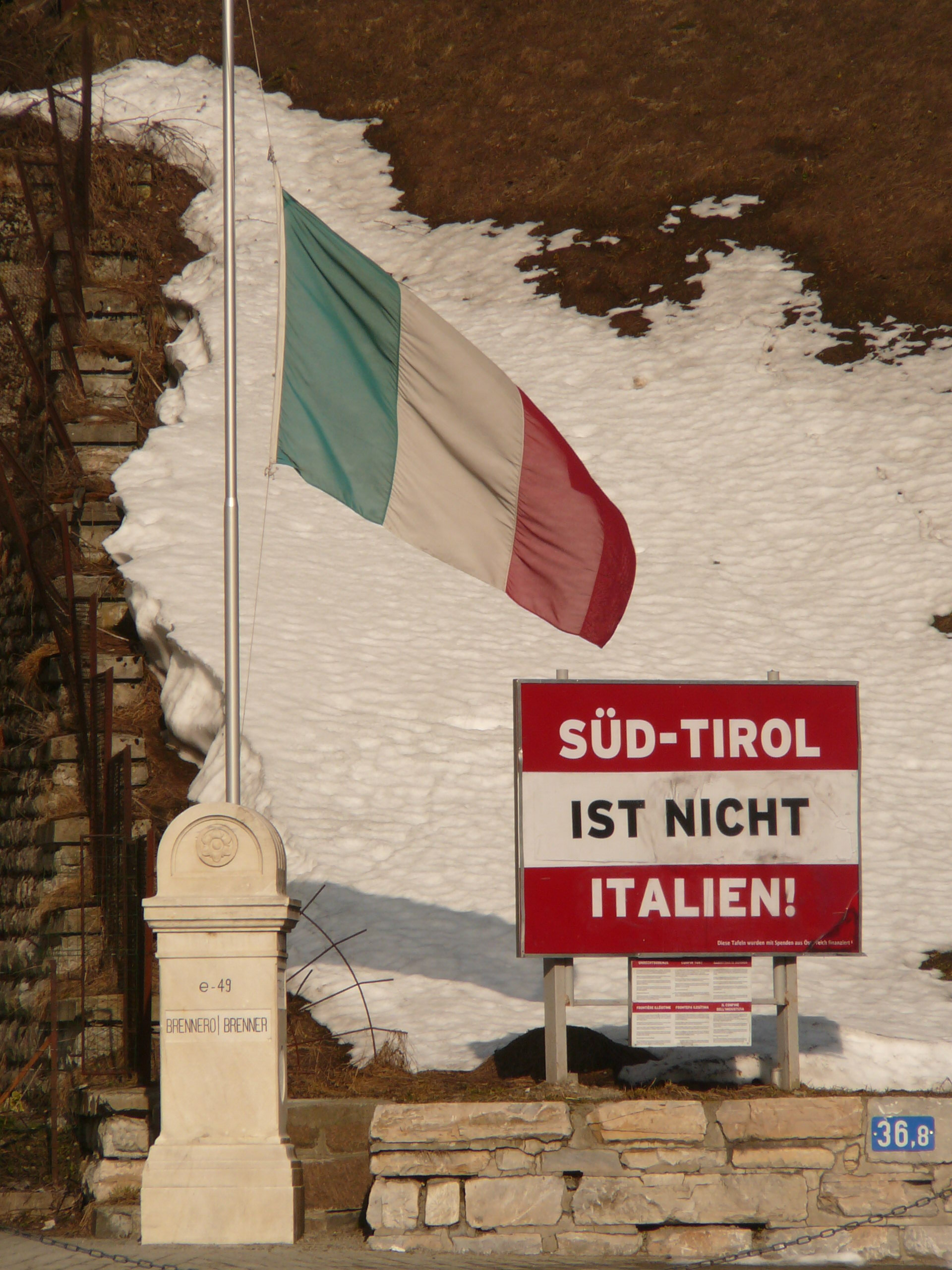
Den sydtyrolska irredentismen får sitt kraftigaste politiska uttryck genom partiet Süd-Tiroler Freiheit.

Süd-Tiroler Freiheit,"Syd-Tyrolens Frihet" är ett i Sydtyrolen verksamt italienskt regionalt parti med det officiella tillägget "det fria förbundet för Tyrolen". Partiet grundades 2007 som en utbrytning ur Union für Südtirol. 

## Ideologi
Partiet beskriver sig självt som "liberal-patriotiskt" och arbetar för de tysk- och ladinskpråkiga folkgrupperna i Sydtyrolen. Partiet kräver självbestämmanderätt för Sydtyrolen genom referendum och en framtid antingen som återförenad med det "österrikiska fosterlandet" eller som en självständig stat. På partiprogrammet står även rätten till modersmålet, avskaffande av de "fascistiska" italienska ortnamnen i Sydtyrolen samt att alla "fascistiska eller italiensk-nationalistiska" monument i landskapet tas bort. Partiet är anslutet till Europeiska fria alliansen. Det saknar medlemmar i Europaparlamentet.

## Valresultat
Vid lantdagsvalen 2008 där partiet gick fram under mottot "Sydtyrolen utan Italien" fick det överraskande 4,9 % av rösterna och därmed två lantdagsplatser. Lantdagsvalen 2013 blev en framgång för partiet, med 7,2 % av rösterna och tre mandat.